# サンバ で 夏だ
『サンバ で 夏だ』（サンバ で なつだ）は、お笑いコンビのおぎやはぎがビンゴ〜レ ボンゴレの名で発売したシングル。

## 概要
おぎやはぎとしては、2006年の「ケロロダンシング」に続く2枚目のシングル。小木博明・矢作兼はそれぞれ、ビンゴ〜レ のっぽおぎ・ボンゴレ やはぎの名前で歌っている。
初回生産限定盤にはPVなどを収録したDVD付きとなっており、「ビンゴ〜レ ボンゴレ」オリジナルステッカーが封入されている。ジャケットも異なる。
このシングルのプロモーションでTBS系『うたばん』に出演。CDジャケットでも着用しているサンバの衣装で登場。アーティスト・ビンゴ〜レ ボンゴレとしてやってきたが、設楽統（バナナマン）・光浦靖子（オアシズ）・カンニング竹山が顔と声を隠しおぎやはぎのプライベートを暴露していた。おぎやはぎの2人も設楽の自宅の火事の話題や竹山の浮気疑惑などで応酬した。歌の収録は別撮りせずにトークを終えそのままそのスタジオで行われたが、前述の3人とMCの2人とに邪魔されしまいにはマイクを奪われまともに歌えなかった。
2人はオリコンのインタビューの中で1位を目指すと発言していたが、121位という結果に終わった。しかし前述の「ケロロダンシング」よりは最高順位は上である（売上は本作の方が少ない）。

## 収録曲

### CD
1. サンバ で 夏だ（作詞・作曲:Gottfried Engels/Airto Moreira/Ramon Zenker ／ 日本語詞:つんく♂ ／ 編曲:松井寛）
サントリー炭酸飲料「ビンゴ☆ボンゴ」CMソング。原曲はサッカーの応援歌として使われている「サンバ・デ・ジャネイロ(原題:Samba De Janeiro)」で、それにつんく♂が日本語詞を新たに付けたもの。
2. サンバ で 夏だ (Crazy Summer Remix)（作詞・作曲:Gottfried Engels/Airto Moreira/Ramon Zenker ／ 日本語詞:つんく♂ ／ 編曲:田中直）
3. サンバ で 夏だ (Instrumental)

### DVD
1. サンバ で 夏だ
2. サンバ で 夏だ (Graphic Ver.)
3. メイキング映像